# Lichtingerstraße 26 (München)

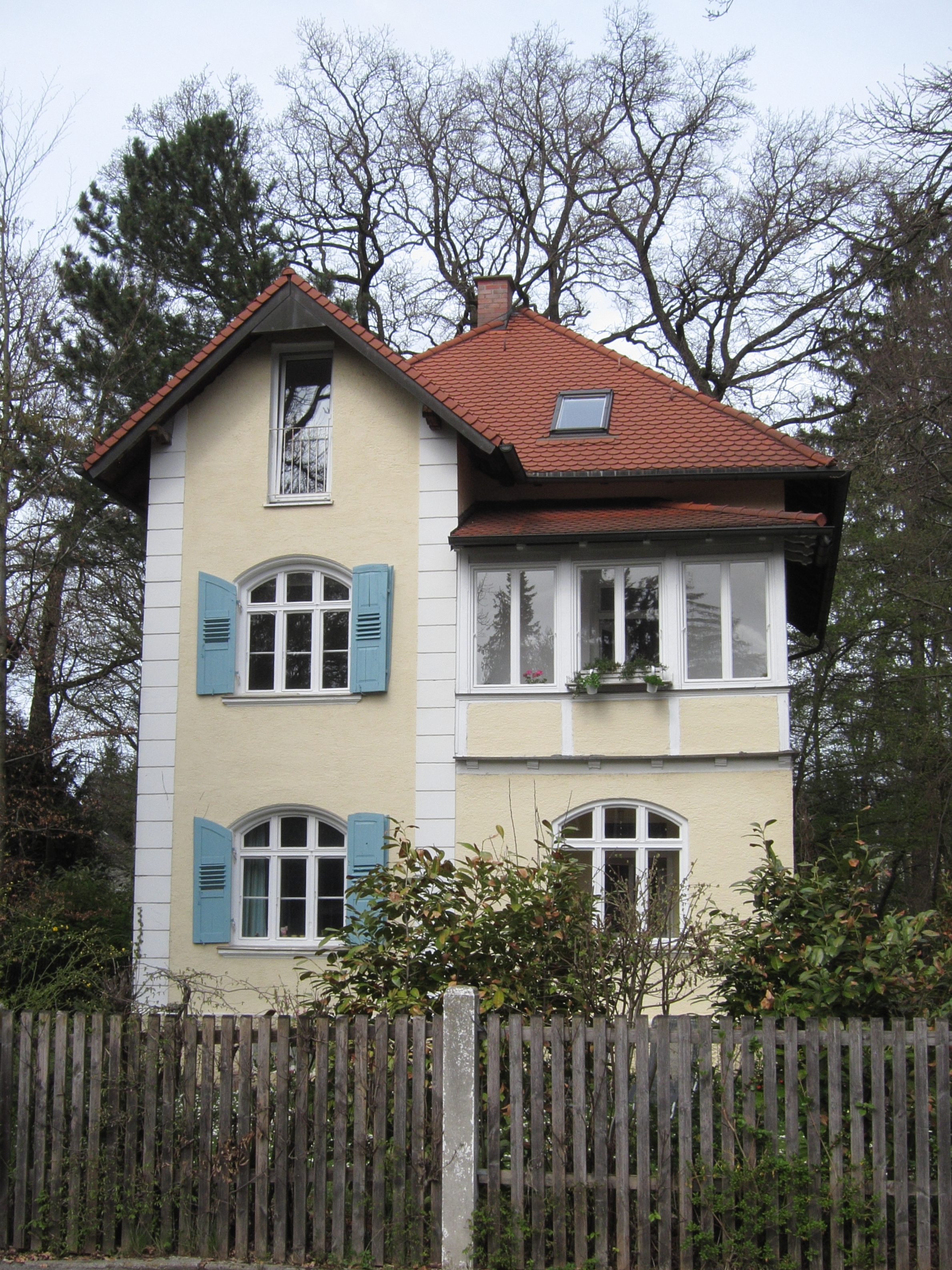
Haus Lichtingerstraße 26 im Stadtteil Pasing von München

Das Gebäude Lichtingerstraße 26 im Stadtteil Pasing der bayerischen Landeshauptstadt München wurde 1902 errichtet. Die Villa, die nach Plänen des Architekten Andreas Buchinger erbaut wurde, ist ein geschütztes Baudenkmal.
Der Bau mit Zwerchhaus-Risalit und Veranda, der zur Waldkolonie Pasing gehört, wurde für den Bildhauer Mathias Brandl errichtet. Das Nachbarhaus, die Nr. 28, entspricht dem gleichen Typus und wurde ebenfalls von Andreas Buchinger erbaut.